# Vùng kinh tế Ural

Vị trí của vùng kinh tế Ural trên bản đồ Liên bang Nga

Vùng kinh tế Ural (tiếng Nga: ра́льский экономи́ческий райо́н, chuyển tự Latinh: Uralsky ekonomichesky rayon) là một trong 12 
vùng kinh tế của Liên bang Nga. Đây là vùng công nghiệp và khoáng sản hàng đầu của Nga. Vùng cũng đóng góp lớn vào nông nghiệp của toàn liên bang nhờ tiềm năng đất đen.
Vùng này rộng 823,270 km2, có GRDP 11.326 tỷ rubl Nga (khoảng 154,034 tỷ USD), có 18.416.392 nhân khẩu (năm 2021)
Vùng kinh tế Ural bao gồm một phần của Vùng liên bang Volga và một phần của Vùng liên bang Ural. Không phải toàn bộ Vùng liên bang Ural cũng là Vùng kinh tế Ural. Vùng kinh tế này bao gồm các chủ thể liên bang sau đây:
- Bashkortostan (thuộc Vùng liên bang Volga)
- Orenburg Oblast (thuộc Vùng liên bang Volga)
- Perm Krai (thuộc Vùng liên bang Volga)
- Cộng hòa Udmurt (thuộc Vùng liên bang Volga)
- Chelyabinsk Oblast (thuộc Vùng liên bang Ural)
- Kurgan Oblast (thuộc Vùng liên bang Ural)
- Sverdlovsk Oblast (thuộc Vùng liên bang Ural)